# Río San Pedro (Potosí)
El río San Pedro es un río amazónico boliviano, un afluente que forma parte del curso alto del río Grande. El río discurre por el departamento de Potosí y departamento de Chuquisaca.

## Geografía
El río san Pedro nace en el departamento de Potosí, cerca de la población de San Pedro de Buena Vista, en la confluencia del río Sacani y el río Molinos, a una altitud de 2.546 m (18°15′59″S 66°00′08″O / -18.26639, -66.00222). El río discurre en dirección sureste hasta recibir a uno de sus tributarios, el río Micani (18°20′51″S 65°51′33″O / -18.34750, -65.85917), y luego toma dirección noreste (hasta 18°17′21″S 65°48′47″O / -18.28917, -65.81306) donde vuelve a discurrir al sureste hasta recibir un nuevo afluente proveniente del sur, el río Chayanta (18°21′08″S 65°41′38″O / -18.35222, -65.69389). Desde este punto el río San Pedro forma frontera entre los departamentos de Potosí y Chuquisaca, en un tramo de 48 km hasta su confluencia con el río Caine, donde pasa a formar definitivamente el río Grande o Guapay (18°25′3″S 65°20′43″O / -18.41750, -65.34528).